# Summum bonum
Summum bonum è un'espressione latina che significa "bene supremo" o "sommo bene". Fu introdotta dal filosofo romano Cicerone per indicare il principio fondamentale su cui si basa un sistema etico, ovvero lo scopo delle azioni che, se perseguito con coerenza, conduce alla migliore vita possibile. 
Da Cicerone in poi, l'espressione ha acquisito il significato secondario di essenza o principio metafisico ultimo del Bene, ciò che Platone chiamava Forma del Bene. 
Questi due significati non coincidono necessariamente. Ad esempio, i filosofi epicurei e cirenaici sostenevano che la "vita buona" mirasse costantemente al piacere, senza suggerire che il piacere costituisse il significato o l'essenza del Bene al di fuori della sfera etica. Nel De finibus, Cicerone mise a confronto i sistemi etici di diverse scuole della filosofia greca, tra cui lo stoicismo, l'epicureismo, l'aristotelismo e il platonismo, in base al modo in cui ciascuna di esse definiva il summum bonum etico.
Il termine è stato utilizzato anche nella filosofia medievale. Nella sintesi tomista dell'aristotelismo col cristianesimo, il Sommo Bene è solitamente definito come la vita dei giusti e/o la vita condotta in comunione con Dio e secondo i Suoi precetti.
Nel kantismo, è stato utilizzato per descrivere il fine unico e supremo che gli esseri umani dovrebbero perseguire.

## Platone e Aristotele
La Repubblica di Platone si afferma: 
(B. Jowett trans, The Essential Plato (1999) p. 269)
La contemplazione silente era la via per apprezzare l'Idea del Bene.
Aristotele nella sua Etica Nicomachea accettava l'idea che l'obiettivo dell'attività umana «deve essere il “Bene”, cioè il bene supremo». Il perseguimento del bene supremo non sembrava migliorare le attività quotidiane degli uomini. Aristotele contestava l'idea platonica del Bene con una domanda pragmatica: 
(Tredennick revd, The Ethics of Aristotle (1976) pp. 63 e 72)
Tuttavia, il concetto aristotelico di Motore immobile era stato influenzato dall'idea platonica del Bene.

## Sincretismo ellenistico
Filone di Alessandria armonizzò il Dio dell'Antico Testamento con il Motore immobile aristotelico e l'Idea del Bene platonica. Plotino, filosofo neoplatonico, basò il suo concetto di Uno -inteso come principio supremo- sul Bene di Platone, mentre Plutarco attinse dallo zoroastrismo per sviluppare il suo principio eterno del bene.
Agostino di Ippona nei suoi primi scritti propose il summum bonum come il fine ultimo dell'uomo, ma in seguito lo identificò come una caratteristica del Dio cristiano nel De natura boni (Sulla natura del bene, 399 circa). Agostino negò l'esistenza del male assoluto, descrivendo un mondo in cui Dio è il bene supremo da cui il male si allontana gradualmente.

## Medioevo
Tommaso d'Aquino identificò il Sommo Bene col Dio cristiano.

## Sviluppi successivi
Il summum bonum ha continuato ad essere al centro dell'attenzione della filosofia occidentale, sia laica che religiosa. Hegel sostituì l'ascesa dialettica al Bene supremo di Platone con la propria ascesa dialettica al reale.
G. E. Moore collocava il bene supremo nelle relazioni personali e nella contemplazione della bellezza.
La dottrina del bene supremo sostenuta da Immanuel Kant può essere vista come il compimento dell'intera volontà razionale. Il bene è il fine supremo della volontà e ciò è vero al di là del raggiungimento di una volontà buona, che consiste nell'eccellenza morale conseguita con l'osservanza dell'imperativo categorico e della pura ragione pratica. Tale fine è comunque reale, a prescindere dal suo raggiungimento, e quindi non è riducibile a un imperativo ipotetico quale è la felicità. Inoltre, in virtù della dottrina del bene supremo, Kant postula l'esistenza di Dio e l'esistenza eterna degli agenti razionali, al fine di conciliare tre premesse: (i) che gli agenti siano moralmente obbligati a raggiungere pienamente il bene supremo; (ii) che l'oggetto dell'obbligo di un agente debba essere possibile; (iii) che la piena realizzazione del bene supremo da parte di un agente non sia possibile.

## Giudizi filosofici
I giudizi dei filosofi sul concetto di Sommo Bene si possono in genere riassumere in quattro tipologie:
- Utilitarismo, quando il bene supremo è identificato con la massima felicità psicologica possibile per il maggior numero di persone;
- Eudemonismo o etica della virtù;
- Deontologismo razionale, quando il bene supremo è identificato con la virtù o il dovere;
- Eudemonismo razionale, o deontologismo temperato, quando sia la virtù che la felicità sono combinate nel bene supremo.